# Terrigal
Terrigal ist eine Stadt im australischen Bundesstaat New South Wales mit etwa 12.000 Einwohnern (Stand: 2021). Der Badeort am Pazifischen Ozean ist Teil des Verwaltungsgebietes Central Coast Council.

## Geographie

### Geografische Lage
Terrigal liegt zwölf Kilometer östlich der Küstenstadt Gosford am Pazifischen Ozean. Die Luftdistanz nach Sydney im Süden beträgt rund 50 Kilometer.
Der Ort liegt an einer kleinen Bucht, die über einen langen Strand verfügt. Zwei Lagunen liegen im nördlichen Bereich der Bucht, die Terrigal Lagoon und die Wamberal Lagoon. Die Küstenregion ist von leichten Hügeln durchzogen.
Nachbarorte sind North Avoca und Avoca Beach im Süden, Picketts Valley im Südwesten, Green Point, Erina und Erina Heights im Westen sowie Wamberal im Norden. Hinter Wamberal folgt Forresters Beach. Südlich von Avoca Beach liegen die Küstenorte Copacabana und Macmasters Beach. Die Siedlungsgebiete der einzelnen Orte gehen fast überall nahtlos ineinander über. Eine Ausnahme bilden im Westen das Kincumba Mountain Reserve und die Lagune Avoca Lake an der Grenze zu Avoca Beach sowie die Terrigal Lagoon an der Grenze zu Wamberal.

### Klima
Infolge seiner Küstenlage wird das Klima von Terrigal durch die Tasmansee bestimmt, den südwestlichen Teil des Südpazifiks. Es ist warm und gemäßigt. Da Terrigal auf der Südhalbkugel der Erde liegt, sind die wärmsten Monate Oktober bis März. Die Jahresdurchschnittstemperatur in Terrigal liegt bei 17,5 °C. Über das gesamte Jahr hinweg sind Niederschläge zu verzeichnen. Im Jahresdurchschnitt fallen 1.358 mm Niederschlag.
Die nachfolgende Tabelle zeigt die durchschnittlichen Klimawerte:
|                        | Jan  | Feb  | Mär  | Apr  | Mai  | Jun  | Jul  | Aug  | Sep  | Okt  | Nov  | Dez  |   |      |
| Mittl. Temperatur (°C) | 22,2 | 22,4 | 21,3 | 18,5 | 15,2 | 12,8 | 11,8 | 12,9 | 15,1 | 17,7 | 19,3 | 21,4 | ⌀ | 17,5 |
| Mittl. Tagesmax. (°C)  | 26,2 | 26,3 | 25,5 | 23,3 | 20,1 | 17,5 | 17,1 | 18,4 | 20,5 | 22,7 | 24,1 | 26,0 | ⌀ | 22,3 |
| Mittl. Tagesmin. (°C)  | 18,2 | 18,5 | 17,1 | 13,8 | 10,4 | 8,2  | 6,6  | 7,5  | 9,7  | 12,7 | 14,6 | 16,9 | ⌀ | 12,8 |
|                        |      |      |      |      |      |      |      |      |      |      |      |      |   |      |
| Niederschlag (mm)      | 141  | 166  | 161  | 117  | 124  | 144  | 70   | 80   | 70   | 88   | 102  | 95   | Σ | 1358 |
|                        |      |      |      |      |      |      |      |      |      |      |      |      |   |      |
| Sonnenstunden (h/d)    | 7    | 7    | 8    | 7    | 6    | 6    | 7    | 7    | 7    | 7    | 7    | 8    | ⌀ | 7    |
|                        |      |      |      |      |      |      |      |      |      |      |      |      |   |      |
| Regentage (d)          | 9    | 10   | 10   | 9    | 9    | 8    | 6    | 6    | 7    | 9    | 10   | 7    | Σ | 100  |
|                        |      |      |      |      |      |      |      |      |      |      |      |      |   |      |
| Wassertemperatur (°C)  | 23   | 24   | 23   | 20   | 18   | 18   | 16   | 17   | 18   | 20   | 19   | 21   | ⌀ | 19,7 |

| 18,2 |

| 18,5 |

| 17,1 |

| 13,8 |

| 10,4 |

| 8,2 |

| 6,6 |

| 7,5 |

| 9,7 |

| 12,7 |

| 14,6 |

| 16,9 |

| 18,2 |

| 18,5 |

| 17,1 |

| 13,8 |

| 10,4 |

| 8,2 |

| 6,6 |

| 7,5 |

| 9,7 |

| 12,7 |

| 14,6 |

| 16,9 |

## Geschichte
Die ursprünglichen Bewohner von Terrigal waren Aborigines vom Stamm der Awabakal oder der Guringgai. Über den zuletzt genannten Stamm ist Folgendes bekannt: Die Mitglieder trugen Hüftgürtel, in denen sich ihre wenigen Besitztümer befanden, und gelegentlich ein Kleidungsstück aus Possumfell. Die Männer besaßen Speere, Bumerangs, Steinäxte und Schilde. Sie jagten große Beutetiere wie Kängurus und Fische, die sie aufspießten. Allerdings trugen die Frauen den größten Teil zur Nahrungsbeschaffung bei: Fisch (mit einer Angelschnur gefangen), Schalentiere, Früchte, Knollen, Insektenlarven, Schlangen, Eidechsen und kleine Säugetiere.
Der erste europäische Siedler war John Gray, der im Jahr 1826 in die Gegend kam und sein Anwesen „Tarrygal“ nannte. Dabei handelte es sich um den Ortsnamen der Aborigines, der „Ort der kleinen Vögel“ bedeutet.
Thomas Davis errichtete in den 1870er Jahren ein Sägewerk in der Gegend. Es beschäftigte 120 Männer, einschließlich 70 Fuhrmänner für den Transport von Holzstämmen, und betrieb eine Straßenbahn für die Holzlieferung zu einem Bootssteg, von wo es nach Sydney verschifft wurde.
Das Molkereiwesen wurde später wichtig für die lokale Wirtschaft. Der Tourismus begann Ende des 19. Jahrhunderts eine Rolle zu spielen, als der Fokus auf Gesundheit und Freizeitmöglichkeiten gelegt wurde. Durch die Fertigstellung der Eisenbahnlinie von Sydney nach Newcastle im Jahr 1889 und den Bau der Landstraßen wurde das Gebiet für die breite Öffentlichkeit zugänglich.
Heute ist Terrigal eines der beliebtesten Wohn-, Ferien- und Ruhestandszentren in der Region Central Coast. Besucher kommen zum Angeln, Schwimmen, Surfen, Bootfahren, Wasserskifahren und wegen der Naturlandschaft. Etwas nördlich liegt an der Küste der Wyrrabalong-Nationalpark, weiter im Süden der Bouddi-Nationalpark. Angler können vor der Küste Schnapper, Plattköpfe und Jewfish (Argyrosomus japonicus) und in der Brandung Brachsen, Plattköpfe und Schwarze Nagebarsche fangen.

### Einwohnerentwicklung

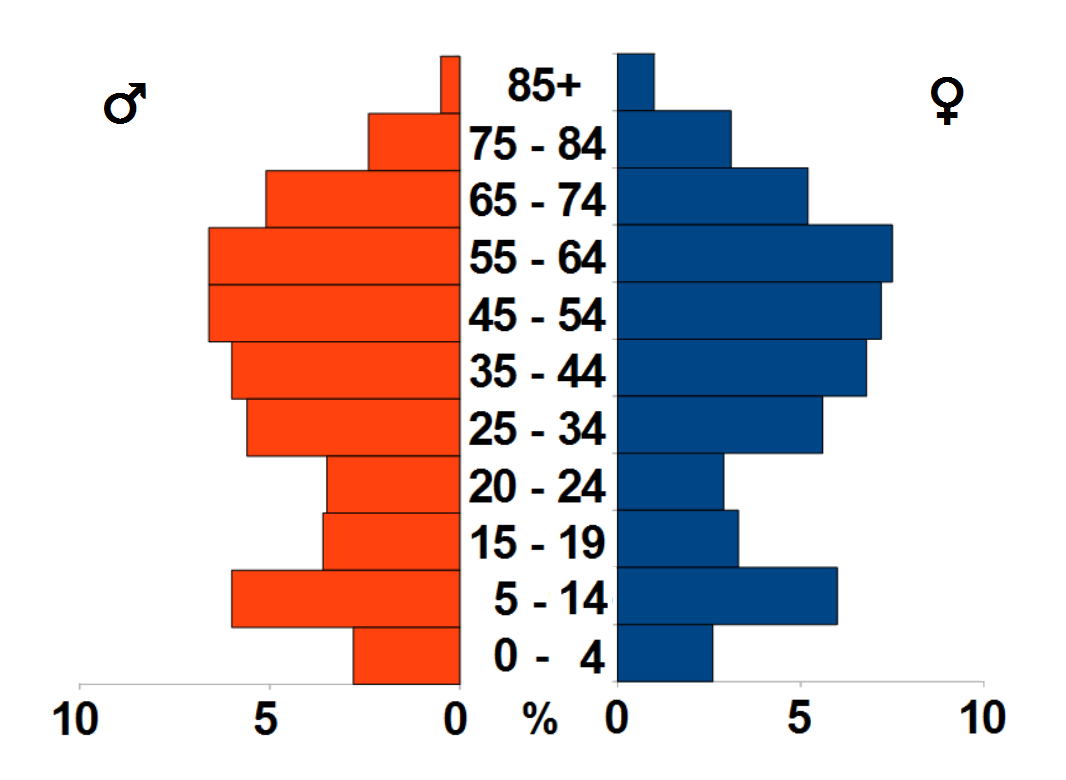
Alterspyramide für Terrigal, New South Wales (Volkszählung von 2011)

| Jahr      | 2001  | 2006  | 2011   | 2016   | 2021   |
| --------- | ----- | ----- | ------ | ------ | ------ |
| Einwohner | 9.413 | 9.746 | 10.614 | 11.349 | 12.730 |

## Politik

### Abgeordnete im Parlament von New South Wales
Der Wahlkreis Terrigal wird seit 2007 im Parlament von New South Wales vertreten. Dazu zählen alle Gebiete östlich von Brisbane Water. Seine Hauptzentren sind Killcare, Avoca, Kincumber, Terrigal, Erina und Wamberal.
Es folgt eine Auflistung aller Abgeordneten des Wahlkreises Terrigal im Parlament von New South Wales:
| Amtszeit  | Abgeordneter   | Bild | Partei    |
| --------- | -------------- | ---- | --------- |
| 2007–2015 | Chris Hartcher |      | Liberaler |
| seit 2015 | Adam Crouch    |      | Liberaler |

Eine Unterfraktion des rechten Flügels der Liberalen von New South Wales hat den Spitznamen The Terrigals. Ihr erstes Meeting fand 2005 im Strandhaus des Politikers Eddie Obeid statt.

## Sehenswürdigkeiten

### The Skillion

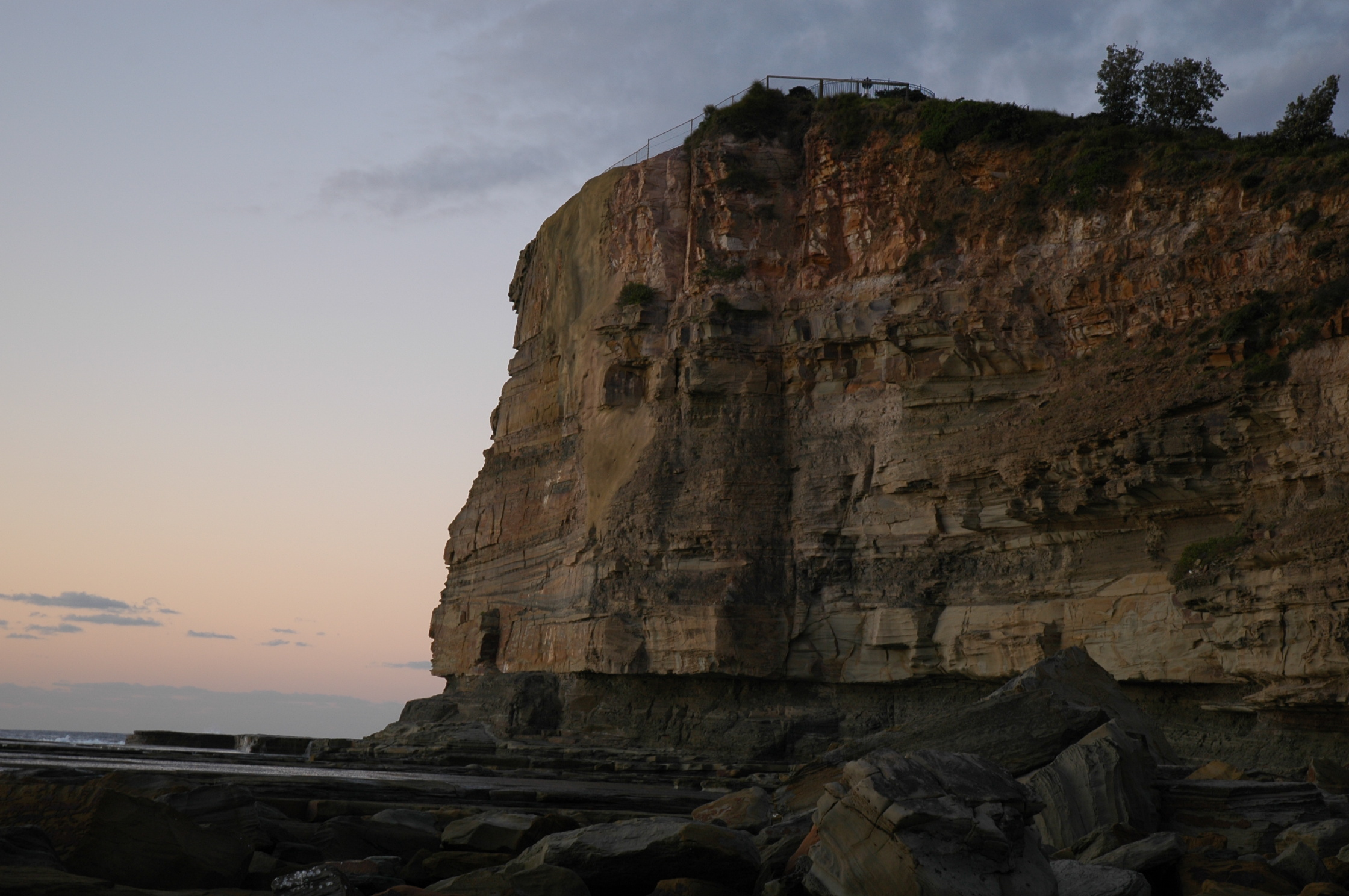
The Skillion bei Sonnenaufgang (Januar 2007)

Die charakteristische Besonderheit von Terrigal ist die Landspitze Broken Head, die die Bucht von Terrigal im Südosten abschließt. Der nördliche Teil der Landspitze ist recht breit und flach und bildet eine offene, grasbewachsene Parklandschaft. Im Südteil erhebt sich The Skillion, das lokale Wahrzeichen von Terrigal. Dieser schmale Uferabschnitt der Landspitze steigt über eine sehr kurze Strecke schnell in östlicher Richtung zu einer beträchtlichen Höhe an, kann aber über den breiten Rücken problemlos bestiegen werden. Bei den Aborigines vom Stamm Awabakal heißt dieser Ort Kurawyba.

### Strände

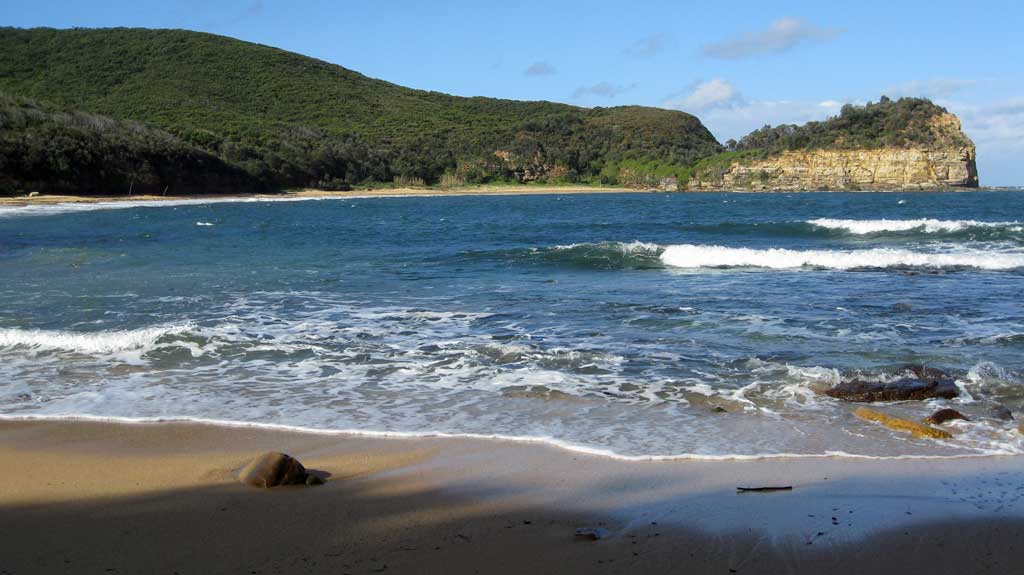
Maitland Bay bei Terrigal

Terrigal Beach markiert das südliche Ende des vier Kilometer langen Strandes, der sich nach Norden zur Spoon Bay an der Südseite des Wamberal Point erstreckt. Die lokalen Strände sind bei Surfern beliebt.

### Wracktauchen
Taucher können zu der ex-HMAS Adelaide tauchen, dem ehemaligen Leitschiff aus der Adelaide-Klasse. Bei dem Schiff handelte es sich um eine Lenkwaffenfregatte der Royal Australian Navy, die am 19. Januar 2008 außer Dienst gestellt wurde. Am 13. April 2011 wurde das Schiff vor der Küste von Terrigal als Ziel für Wracktaucher versenkt. Das Wrack liegt rund anderthalb Kilometer von Avoca Beach entfernt in 32 Metern Tiefe.

### Walbeobachtung
Terrigal dient auch als ein großer Aussichtspunkt zur Beobachtung von Walen, die von Mai bis Oktober auf ihrer Wanderung entlang der Küste ziehen.

## Verkehr
Terrigal ist über den Sydney-Newcastle Freeway (M1) mit Sydney im Süden und mit Newcastle im Norden verbunden. Die Nachbargemeinden sind über den Terrigal Drive (im Westen), den Scenic Highway (im Süden) und den Ocean View Drive (im Norden) erreichbar.
Zwischen Terrigal und Gosford verkehren die Buslinien 67 und 68.